# 재혼 황후
{{만화애니 정보/웹툰|권수=|연재사이트=네이버 웹툰|요일=금요일|작가=알파타르트|작화=숨풀|개시=2019년10월 24일|화수=85화
《재혼 황후》는 작가 알파타르트가 매주 금요일마다 네이버 웹툰에 연재하고 있는 로맨스, 판타지 웹소설이다. 웹툰으로도 연재하고 있다.웹소설은 유료본과 무료본도 완결이 되었다. 네이버 오디오클립으로도 연재되었으나 완결되었다. 현재는 종이책으로도 출간되었으며, 2022년 1월 기준 7권까지 출간되었다.

## 등장 인물
- 나비에 엘리 트로비: 동대제국의 황후 →서왕국의 왕비-- 서왕국 초대 황후 → 서대제국의 황후이자 하인리의 아내이다. 역대 황후를 여럿 배출한 트로비 가문 출신이고 소비에슈와 정략 결혼이었지만 어렸을 때부터 사이가 좋았다. 그가 도망노예 출신인 라스타를 데려와서 그녀를 황후로 삼으려 하기 전까지는. 이후 그가 결국 도망노예 출신인 라스타한테 황후 자리를 주겠다며 완벽한 황후가 되기 위해 평생 일궈낸 노력을 소비에슈가 오직, 본인의 사랑으로 인해  파탄낸 모습에 충격을 받게되고, 소비에슈의 이혼 신청을 받아들이며 하인리와 재혼해 서대제국의 초대 황후가 된다. 서대제국에서 쌍둥이를 조산했다. 동대제국의 방계 황족이다.

- 하인리 알레스 라즐로: 과거 서왕국의 왕자이자, 현재 서대제국 최초의 황제이며 나비에의 남편이다. '아름답고 잔인하다'라는 소문이 많으며 '퀸'으로 변신해 나비에와 편지로 소통을 한다. 그리고 마법 아카데미에 수석으로 입학하였다. 소비에슈가 황후가 되기 위하여 평생을 노력한 나비에와 이혼하고 데려온 도망노예 출신 여자 라스타를 선택하려하자 나비에가 하인리에게 아내가 되어주겠다고 하여 나비에와 결혼해 나비에를 서대제국으로 데려가 서대제국의 초대황후로 맞이한다. 그 뒤 나비에는 임신을 하여 아기를 낳았다 마법사 감소 현상때문에 마력석을 채취하러 가서 에인젤에 의해 새장에 갇혀있었다. 하지만 랑드레 자작 덕분에 탈출했다.

- 소비에슈 트로비 빅트: 동대제국의 황제이자 나비에의 전 남편이다.나비에와 어렸을 때 사이가 좋았다. 그러나 사냥 중 노예 라스타를 발견해 데려와서 라스타를 정부로 들였다. 그녀가 자신의 아기를 임신했다는 소식을 듣자, 그 아기를 후계자로 만들기 위해 노예 출신인 라스타를 황후로 만들고 나비에와 이혼한다. 그러나 노예 출신인 라스타가 제왕학을 배웠을 리가 없고, 글은 물론 예법, 법도, 가문, 상식 등이 나비에에 비해 부족한걸 알고 답답해하다가, 라스타가 자신과 나비에를 이혼시키기 위해 다른 공작들과 여러 범죄를 저질렀다는 사실을 알게 되어, 라스타에 대한 사랑은 끝이났다. 나비에와 이혼한걸 후회하면서 나비에에게 돌아와 달라는 말을 한다. 그러나 나비에에게 돌아오는 대답은 싫다는 것이였고, 나비에를 버리면서도 라스타를 황후로 앉힌 유일한 까닭인 아기 글로리엠이 라스타가 노예일적 알렌과 낳은 아기 '안'과 생김새가 흡사했으며, 아기 글로리엠을 아무리 보아도 자신과 닮은 부분은 찾아볼 수 없어 머릿속에선 자신의 아기가 아닌것으로 추측하고 있었다. 그리고 결국 친자검사로 친딸이 아닌 것으로 판명나게되어 글로리엠을 폐위시킨다. 하지만 에르기 공작이 친자검사를 조작한 사실을 뒤늦게 알게 되었다. 그 충격으로 술을 과하게 먹다 나비에와 라스타의 환영을 보고 창문에서 떨어져 인격이 낮에는 19살때의 소비에슈로, 밤에는 지금의 소비에슈로 나뉘어 버렸다. 그후에 다시 인격이 합쳐 졌지만 자꾸 환각이 보이게 됐다.

- 라스타: 동대제국의 도망 노예였다가 소비에슈가 데려와 정부가 되고 나비에와 소비에슈의 이혼으로 인하여 동대제국의 황후가 됐다. 원래 노예였으나 로테슈 자작의 영지를 탈출하여 반역 행위를 하며 도망치다 소비에슈가 친 덫에 걸려 넘어지고 그의 눈의 띄여 정부로 신분 상승하고 첫날부터 나비에에게 실례를 범하는 짓을 저질렀었으며 황후가 된 후에도 자신의 권력을 못된 일에 사용하고, 자신이 노예라는 것을 숨기기 위해 온갖 일을 저지른다. 귀족이건 평민이건 여러 사람들에게 피해를 주며, 많은 못된 악행을 저질러 결국 소비에슈로부터 미운정을 얻는다. 그 후, 에르기 공작에게도 배신을 당했다. 글로리엠이 황실의 핏줄이 아닌 알렌의 아이로 판명났으므로 황실을 속인죄와 다른 죄들을 포함해 유폐형을 선고 받고 탑에 갇혔다. 그때 누군가가 라스타에게 독약을 두고갔고, 라스타는 절대 안먹으려고 하지만 며칠동안 탑에서 로테슈 자작과 알렌의 환영에 시달리자 결국 그 약을 먹고 죽게 된다. 안과 글로리엠의 친엄마이다.

- 에르기 클로디아 공작: 하인리의 절친이며 하인리와 함께 '바람둥이'라는 소문이 파다하다. 하인리에 의해 동대제국으로 왔다가, 무뢰배들에게 제대로 대처하지도 못하는 라스타를 도와주며 친해지게 되고, 라스타가 황후가 될 수 있도록 만들어준 장본인이다. 나비에가 동대제국에서 서대제국(그 시점 기준 서왕국)으로 넘어갈 때 서왕국으로 갈수있게 황궁에서 빼어주는 활약을 해준다. 또한 라스타가 정부 시절 돈을 빌려 달라는 그녀에게 그냥 돈을 빌려주었으나 라스타를 배신하였다. 그리고 글로리엠의 친딸검사인 친자검사를 조작해서 소비에슈가 글로리엠을 황녀에서 폐위시키도록 하였다. 지금은 블루보헤안에서 부모님과 머물고 있다.

- 카프멘 대공: 화대륙의 륍트에서 온 대공이며, 나비에를 좋아한다. 마법 아카데미를 수석졸업한 인물이며, 사람의 마음을 읽을 수 있다. 나비에를 위해 사랑에 빠지는 물약을 주었다. 하지만 어쩌다보니 자신이 마시게 되어, 나비에를 더욱 좋아하게 되고 자신도 모르게 느끼한 말이 나오자 이 증상에서 벗어나기 위해 나비에의 곁을 떠난다. 현재는 물약의 증상이 사라졌다. 서대제국에서 샬렛 공주를 마주치게 되고, 샬렛 공주의 속마음을 듣더니 이렇게까지 겉표정과 속마음이 다른사람은 처음본다는 생각을 하게 된다. 나비에를 잊기 위해 샬렛 공주에게 청혼을 한다.

- 니안(전 투아니아 공작부인): 나비에와 친분이 있는 귀부인이다."사교계의 나비"로 불릴 정도로 아름다운 외모를 갖고 있다. 그러나, 라스타의 악행으로 인해 명성이 깎였었지만  랑드레 자작이 목숨을 걸고 니안을 지키었기에 결국 투아니아 공작과 이혼하고 서대제국에 랑드레 자작과 함께 가고 현재 사귀는 사이가 되었다. 현재 서대제국에서 지내고 있다.

- 랑드레 경(랑드레 자작): 니안을 사랑하는 청년이다. 사교계의 명사인 니안의 명성을 꺾어서 자신이 노예라는 사실을 숨기려고 치밀히 계획까지 세우려고 드는 라스타의 악행을 알아보고 나비에가 동대제국의 황후이던 시절 라스타를 칼로 찔렀다. 에르기가 우연히 피 냄새를 맡고 알아차렸고, 그 때문에 기사들에게 잡혀가 소비에슈에 의해 사형 선고를 받았지만, 니안이 나비에에게 도움을 청했고 나비에의 도움으로 인해 추방형 정도로 마무리 됐으며 현재 니안과 사귀고 있다. 초국적기사단 5기사단 단장이다.

- 에벨리: 나비에가 동대제국에 있을 때 후원해준 고아 여자 마법사이다. 에벨리는 자신의 은인이나 마찬가지인 나비에를 동경한다. 한때 마력이 사라졌지만 나비에의 도움을 받아서 마력을 회복했다. 상시천의 습격으로 고아가 된 이스쿠아 자작부부의 친딸이다. 그리고 자신의 은인인 나비에를 힘들게 한 라스타를 싫어하여 마법사로 궁에 들어왔을 때부터 라스타를 싫어하는 내색을 한다. 그러다 라스타의 친부모 행세를 하는 자신의 친부모 이스쿠아 부부에게도 미움을 받게된다. 그리고 나비에가 즈멘시아 공작에 의해서  쓰러지자 소비에슈에게 당장 가서 나비에를 살려내라는 명령을 받고 나비에가 임신한 아이와 나비에를 치료해 살려내며 나비에에게 큰 도움을 준다.

- 코샤르 릴더 트로비: 나비에의 오빠이며 나비에를 매우 아끼고 사랑하며, 나비에를 힘들게 한 라스타와 소비에슈를 매우 싫어한다. 라스타의 거짓말로 인해 소비에슈에게 라스타의 근처에 접근하지 못하는 벌을 받았다. 욱하는 성격이며 싸우는것을 잘한다. 현재 서대제국에서 기사활동을 하고있으며 나비에의 시녀인 마스타스에게 관심을 보이고 있다.

- 트로비 공작부부: 나비에와 코샤르의 부모이다. 부부간의 사이가 좋은 편이다.

- 로라 탈리탈: 나비에의 시녀이다. 착하고 활발한 성격을 가졌다. 당시 정부도 아니였던 라스타가 황후인 나비에에게 무례한 행동을 하자, 그것을 떨처내는 과정에서 라스타에게 "이분은 황후 폐하이시다" "더럽게 감히" 라고 하여 소비에슈에게 닷새간 감옥에서 딱딱한 빵과 물만 주는 감금형을 받았었다. 나비에의 동대제국 시절 예법을 배우기 위해 궁에 들어와 나비에의 시녀가 됐고, 나비에가 이혼해 서대제국으로 갔을 때 따라가 시녀가 됐다.

- 엘리자 백작부인: 나비에의 시녀이다. 남편과 사이가 좋아서 동대제국에 남았다.

- 주베르 백작부인: 나비에의 시녀이다. 나비에가 동대제국에 있을 때부터 나비에의 시녀를 하고 있다. 현재 서대제국에 가서 나비에의 시녀가 되었다. 남편과 사이가 별로 좋지 않다.

- 로즈: 서대제국에서 새로 만나게 된 나비에의 시녀이다. 똑똑하고 눈치가 빠르다.

- 서즈 공주: 남왕국의 공주이다. 나비에의 동대제국 시절 나비에와 친분이 있었다. 시원털털한 성격을 가지고 있다.

- 크리스타: 하인리의 형수이자, 하인리의 형이자 서대제국의 전 왕 워턴 3세의 부인이다. 서왕국(서대제국)의 전 왕비였으며, 하인리를 좋아한다. 현재 자살로 인해 고인이 된 상태다. 이일로 인해 즈맨시아 공작이 나비에에게 자살 테러를 했다.

- 워턴 3세: 하인리의 형이자 서대제국의 전 왕이었다.

- 이스쿠아 자작부부(길림트, 마샤): 라스타가 노예 신분에서 귀족 행세를 하기 위해 매수한 가짜 부모이다. 실제로 도적 상시천의 습격으로 두 자매를 잃었다. 가짜 딸인 라스타에게도 진짜 딸인 듯 잘해주었으나, 진짜 딸이 에벨리라는걸 알면서도 알려주지 않고 일부러 숨기며 이스쿠아 부부가 자신들의 친딸인 에벨리를 모욕하고 싫어하도록 이간질하고, 죽이려 계획한 게 라스타라는 걸 알게되어 라스타의 가짜 부모 행세를 그만하고 재판에서 라스타를 벌하기로 한다. 황실을 속인 죄로 사형당한다.

- 로테슈 림웰(자작): 라스타의 노예 시절 주인이다. 노예의 천한 신분을 갖고 있는 라스타가 정부일 때 라스타의 과거를 덮어주는 대신 그 대가로 보석을 요구한다. 림웰 영지를 보유하고 있으며, 라스타에게 라스타가 노예시절 낳은 아기를 길러주며 덮어주는 대신, 수도에 있는 저택에 이사올 수 있게 돈을 달라하고 딸 르베티의 데뷔탕트 드레스를 구해달라는 등 여러가지를 요구한다. 재판에서 자신의 죄를 모두 인정하고 사형당하게 된다.

- 알렌 림웰: 로테슈의 아들이다. 라스타가 노예일 때 사귀다가 천한 노예 신분인 라스타 때문에 자신의 인생을 버릴 순 없다면서 라스타를 버렸다. 결국 친자 검사에서 라스타가 낳은 아기인 글로리엠이 알렌의 핏줄인 것이 확인되자 로테슈 자작과 함께 사형당한다.

- 르베티 림웰: 로테슈 자작의 딸이자 알렌의 여동생이다. 나비에를 존경해서 나비에의 초상화 30점을 보유하고 있다. 라스타가 르베티를 노예로 팔려고 한 걸 소비에슈가 구해주게 된다. 영주인 로테슈 자작이 죽고 차기 영주인 알렌이 죽게되어 르베티는 림웰  가문의 영주가 되었다.

- 글로리엠: 소비에슈와 라스타 사이에서 태어났다. 라스타를 많이 닮았다. 공주로 봉해졌지만 알렌의 딸이라고 밝혀져 공주 직위에서 폐위된다. 현재 상시천 도적들에게 길러지고 있다.

- 안 림웰: 로테슈 자작의 노예였던 라스타와 로테슈 자작의 아들 알렌 림웰의 사이에서 태어난 아이. 라스타가 안을 버리고 영지에서 도망을 가서 알렌이 혼자 길렀다.이후 알렌이 죽자 르베티와 살고있다.

- 샬렛 공주: 화이트몬드의 공주이다. 카프멘 대공에게 첫 눈에 반하게 된다. 표정과 속마음이 매우 다른 사람이다.

- 마스타스: 나비에의 시녀이다. 코샤르 경을 좋아한다. 나비에가 코샤르 경을 찾아가 서대제국에서 사고를 치진 않는지 봐달라고 해서 그를 찾아가고 그가 사람들을 물리치는 모습을 보게된다. 코샤르 경은 마스타스를 보자마자 나비에의 시녀인 것을 눈치채고 나비에에게는 비밀로 해달라고 하고 마스타스는 말 안하는 대신 자신과 대결을 하자고 한다. 그래서 대결을 하게 되었는데  마스타스가 대결에서 승리하게 되고, 마스타스는 코샤르 경이 약하다고 생각하게 된다. 이후 둘은 서로 좋아하게 된다.

- 즈멘시아 공작: 즈멘시아 공작가의 후계자였다. 크리스타의 자살이 나비에 때문이라고 여기고 붉은 천을 두르고 마차에 자살 테러를 하였다.[1]